# Fabio Biondi
Fabio Biondi (Palerm, 1961) és un violinista i director d'orquestra italià, especialista en música barroca.
Biondi començà la seva carrera internacional a l'edat de 12 anys, amb un concert amb l'Orquestra Simfònica de la RAI. Posteriorment, completada la seva formació musical va formar part de diversos conjunts especialitzats en música antiga, com La Capella Reial de Catalunya, Musica Antiqua Wien, Il Seminario Musicale, La Chapelle Royale i Les Musiciens du Louvre. El 1990 Biondi va fundar el conjunt Europa Galante, formació musical especialitzada en la música barroca i que ha aconseguit un gran prestigi i diversos premis discogràfics. Amb el seu conjunt també ha realitzat un important treball musicològic, recuperant, entre d'altres, diversos oratoris i òperes d'Alessandro Scarlatti, òperes de Georg Friedrich Händel (com Poro, re dell'Indie) i diversos autors italians del repertori violinista del segle xvii.